# Piélagos
Piélagos é um município da Espanha na comarca de Santander, província e comunidade autónoma da Cantábria. Tem 83,3 km² de área e em 2021 tinha 26 035 habitantes (densidade: 312,5 hab./km²).

## Demografia
| Variação demográfica do município entre 1991 e 2004 [carece de fontes?] | Variação demográfica do município entre 1991 e 2004 [carece de fontes?] | Variação demográfica do município entre 1991 e 2004 [carece de fontes?] | Variação demográfica do município entre 1991 e 2004 [carece de fontes?] |
| ----------------------------------------------------------------------- | ----------------------------------------------------------------------- | ----------------------------------------------------------------------- | ----------------------------------------------------------------------- |
| 1991                                                                    | 1996                                                                    | 2001                                                                    | 2004                                                                    |
| 9394                                                                    | 10741                                                                   | 13035                                                                   | 14849                                                                   |